# Luci Hostili Mancí
Luci Hostili Mancí (en llatí Lucius Hostilius Mancinus), era probablement fill d'Aule Hostili Mancí (Aulus Hostilius Mancinus). Va ser un magistrat romà i formava part de la gens Hostília.
Va ser llegat del cònsol Luci Calpurni Pisó l'any 148 aC en el setge de Cartago a la Tercera Guerra Púnica i va dirigir la flota mentre Pisó dirigia l'exèrcit de terra. Va ser el primer a entrar a una part de Cartago l'any 146 aC. Quan va tornar a Roma no va parar d'exhibir dibuixos de Cartago i dels atacs que els romans havien fet i sempre estava disposat a explicar tots els detalls de l'entrada a Cartago, al poble. Per això es va fer popular i el preferit de la gent i va ser elegit cònsol el 145 aC junt amb Quint Fabi Màxim Emilià.